# Porta (Pirineos Orientales)
Porta es una comuna y localidad de Francia, situada en el Departamento de los Pirineos Orientales, en la región de Occitania. 
Su gentilicio francés es Portais, y en catalán Portaquerolencs.

## Geografía
Población situada en la Alta Cerdaña junto al río Querol.

## Administración
| Periodo   | Nombre                              | Partido | en calidad de |
| --------- | ----------------------------------- | ------- | ------------- |
| 2008-2014 | Suzanne Delieux                     |         |               |
|           | Los datos anteriores no se conocen. |         |               |